# Безлідерний спротив
Безлідерний опір — стратегія політичного спротиву, що передбачає формування малих незалежних груп. Чітка ієрархія в таких мережах відсутня.
Використовується різноманітними групами, від терористів і расистських груп до учасників руху за права тварин.
Найбільше поширення та розвиток, а також ідеологічне обґрунтування, принцип безлідерності мав у анархістських та нових лівих рухах.